# Jejum bahá'í
O Jejum Bahá'í é um período de abstinência e jejum que decorre no último mês do Calendário bahá'í, que compreende o período de 2 a 21 de março. Neste período, os bahá'ís se abstêm de alimentos e bebidas entre a aurora e o pôr-do-sol.

## Período
O jejum bahá'í é realizado uma vez por ano por 19 dias, no período entre 2 a 21 de março. O jejum sempre cai na mesma estação, terminando no equinócio de março, compreendendo a primavera no hemisfério setentrional, e no outono no meridional, sendo assim, nunca no extremo calor do verão nem do frio intenso do inverno quando poderia haver mais dificuldade. Nessa estação também, o intervalo entre o nascer e o por do sol é aproximadamente o mesmo na maior parte habitável do planeta, consistindo em cerca de seis horas da manhã até seis da tarde. O último mês em que o jejum é praticado chama-se Ala (Sublimidade) e vem logo após os dias intercalares (que são 4, e 5 quando é ano bissexto).

## Prática
O jejum, de acordo com os ensinamentos bahá'ís, é tido como a prática de maior significado. Normalmente os bahá'ís que praticam acordam de madrugada para se alimentarem, antes do sol nascer, recitam ou leem sagradas escrituras individualmente, muitas das quais foram exclusivamente reveladas para o jejum e só voltam a se alimentar depois do pôr-do-sol.
O jejum não é obrigatório para crianças, enfermos, viajantes, pessoas idosas ou muito fracas, gestantes ou os que possuem trabalho pesado.
| “ | Sabe tu que a religião é como o céu; e o jejum e a oração obrigatória são seu sol e sua lua. Suplicamos a Deus, enaltecido e glorificado seja, que bondosamente ampare cada um que age segundo Sua vontade e Seu bel-prazer. | ” |

## Significados
O jejum é considerada uma época de reflexão e na comemoração a Deus, que simboliza o alimento espiritual. Também devido à circunstância de ser o último mês, é uma preparação para um novo ano.
Muitos bahá'ís defendem também a importância física do jejum, com relação à saúde e o asseio, levando em consideração também a moderação na alimentação, através da natural auto-orientação com relação a uma apetite lasciva. Embora essa abstinência seja realizada fisicamente, a ideia dessa prática é de origem espiritual, representa a purificação do corpo através do desprendimento a desejos mundanos ou egoístas. 'Abdu'l-Bahá diz:
| “ | O jejum é um símbolo. Jejuar significa abster-se da luxúria. O jejum físico simboliza e ao mesmo tempo nos faz lembrar dessa abstinência; isto é, do mesmo modo que uma pessoa se abstém de satisfazer o apetite físico, também deve se abster dos desejos egoísticos. A mera abstinência de alimentos nada influi sobre o espírito. É apenas um símbolo, um meio de lembrarmos. A sua importância vai além disso. Jejuar com esse intuito não significa inteira abstinência de alimentos. A regra de ouro a respeito de alimentos é que não nos devemos alimentar em demasia nem deficientemente. A moderação é necessária..[3] | ” |